# Seznam mest na Malti
Republika Malta (malteško: Repubblika ta' Malta),  majhna in gosto naseljena otoška država v južni Evropi v osrednjem Sredozemskem morju. Malta je otočje dvajsetih otokov in čeri, ki ležijo 93 km južno od Sicilije (Italija) in 288 km severno od Libije v severni Afriki. Glavno mesto republike ja Valletta na otoko Malta.  
Naseljeni so samo otoki Malta, Gozo, Manoel, ki je pravzaprav del glavnega mesta Vallette in Comino.

## Seznam mest

### Otok Malta
- Valletta, glavno mesto otoka in republike, 7.173 prebivalcev
- Mdina, staro glavno mesto
- Birgu (Vittoriosa)
- Birkirkara, 21.676 prebivalcev
- Birzebbuga
- Bormla
- Ghajn Tuffieha
- Gzira
- Hamrun
- Luqa
- Marsa
- Marsaxlokk
- Mellieha (Il-Mellieħa)
- Mgarr
- Mosta, 17.789 prebivalcev
- Mqabba
- Naxxar
- Qormi, 18.230 prebivalcev
- Qrendi
- Rabat
- Rahal Gdid
- San Gilijan
- San Gwan, 12.346 prebivalcev
- San Pawl il-Bahar
- Senglea (L-Isla)
- Siggiewi
- Zabbar, 15.030 prebivalcev
- Zejtun
- Zurrieq

### OtokGozo(Għawdex)
- Victoria, glavno mesto otoka, 12.914 prebivalcev, tudi Rabat, Gozo
- Gharb
- Marsalforn
- Mgarr
- Munxar
- Nadur
- Qala
- Sannat
- Xaghra
- Xewkija
- Zebbug

Na ostalih otokih ni večjih naseljih ali so nenaseljeni.

## Vir
- MAGELLAN Geografix, 1997